# After Love -First Boyfriend- feat. KANAME(CHEMISTRY)/Girlfriend feat. BoA
「After Love -First Boyfriend- feat. KANAME（CHEMISTRY）／Girlfriend feat. BoA」（アフター・ラブ・ファースト・ボーイフレンド・フィーチャリング・カナメ・ケミストリー／ガールフレンド・フィーチャリング・ボア）は、Crystal Kayの通算25枚目のシングル。2009年8月12日発売。

## 概要
- デビュー10周年記念の両A面シングル。前作から約1年ぶりとなる。
- 1曲目はCHEMISTRYの川畑要をフィーチャリングに迎えた。「Boyfriend -part II-」の続編的楽曲で、最終章である。
- 2曲目はプライベートでも親友であるBoAとコラボレーションの友情ソング。

## 収録曲
1. After Love -First Boyfriend- feat. KANAME（CHEMISTRY）
  - 作詞・作曲：Craig Robert、McConnell、Naomi Shobha Lee、西尾佐栄子
2. Girlfriend feat. BoA
  - 作詞・作曲：STY
3. 出会えた奇跡
  - 作詞：Kiyo Tsurumi、Crystal Kay／作曲：Joey Carbone、Lisa Huang
4. After Love -First Boyfriend- feat. KANAME（CHEMISTRY） inst
5. Girlfriend feat. BoA inst

## タイアップ
- 伊藤園「TULLY'S BARISTA'S SPECIAL」CMソング（M-1, 3）
- テレビ神奈川『saku saku』 2009年9月度エンディングテーマ（M-1）
- ワーナー・ブラザース配給映画「そんな彼なら捨てちゃえば?」イメージソング（M-2）